# Игре малих земаља Европе 2009.
13. Игре малих земаља Европе одржане су од 1. до 6. јуна 2009. на Кипру, 20 година после првих Игара 1989. на острву. Организатори игара били су Атлетски савез малих земаља Европе (AASSE) и Кипарски олимпијски комитет. Званична маскота је био голуб Теукар, а лого је инспирисан античким бродом Киренија нађеним близу истоимене луке на Кипру. Церемонија отварања уприличена је на стадиону ГСП, где је грчки тенор Мариос Франгулис представио званичну композицију Игара Дејвида Фостера. На Играма је учествовало 1500 спортиста из 8 земаља, који су се такмичили у 12 спортова.

## Земље учеснице
1. Андора
2. Исланд
3. Кипар (домаћин)
4. Лихтенштајн
5. Луксембург
6. Малта
7. Монако
8. Сан Марино

## Спортови
| - Атлетика - Брдски бициклизам - Гимнастика - Једрење - Кошарка - Одбојка |  | - Одбојка на песку - Пливање - Стони тенис - Стрељаштво - Тенис - Џудо |

## Биланс медаља
| Пласман | Земља       |     |     |     | Укупно |
| ------- | ----------- | --- | --- | --- | ------ |
| 1.      | Кипар       | 59  | 47  | 33  | 139    |
| 2.      | Исланд      | 32  | 24  | 25  | 81     |
| 3.      | Луксембург  | 26  | 17  | 19  | 62     |
| 4.      | Монако      | 7   | 18  | 17  | 42     |
| 5.      | Сан Марино  | 4   | 9   | 16  | 29     |
| 6.      | Малта       | 3   | 5   | 13  | 21     |
| 7.      | Лихтенштајн | 2   | 4   | 12  | 18     |
| 8.      | Андора      | 1   | 7   | 9   | 17     |
|         | Укупно {8}  | 134 | 131 | 144 | 409    |